# Granulocita eosinofilo
I granulociti eosinofili sono un tipo di granulociti, globuli bianchi il cui citoplasma contiene granuli che legano fortemente l'eosina conferendosi un tipico colore rosso-arancio e hanno funzione di difesa dell'organismo, soprattutto nei confronti degli elminti.
Rappresentano il 2-4% dei globuli bianchi e presentano un recettore per le IgE. Aumentano nelle infezioni parassitarie, nelle reazioni allergiche, ma anche nelle malattie del collagene, della milza e del sistema nervoso centrale. Il loro numero può presentare oscillazioni dal giorno alla notte, a seconda delle stagioni e delle fasi del ciclo mestruale nella donna.

## Forma e dimensioni

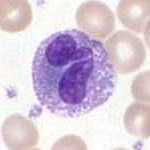
Eosinofilo, è evidente la forma del nucleo.

I granulociti eosinofili hanno forma prevalentemente tondeggiante, dimensioni intorno ai 10-14 µm, presentano un nucleo con due lobi legati fra loro da un sottile filo di cromatina (nella conformazione detta a occhiale). I granulociti eosinofili contengono sia fattori per la risposta antiparassitaria, quali perossidasi eosinofila, proteina cationica eosinofila, fosfolipasi eosinofila, sia fattori in grado di contrastare l'azione basofila, quali istaminasi (in grado di degradare istamina), aril-sulfatasi B (inattivatori dei fattori chemiotattici dell'anafilassi), fosfolipasi B (inattivatore del fattore attivatore piastrinico); si distinguono anche granuli nei quali figurano strutture paracristalline a forma di "chicco di caffè" che contengono sostanze specifiche di questa categoria cellulare come antiparassitari.

## Sviluppo
Vengono prodotti dal midollo osseo seguendo la granulocitopoiesi partendo da cellule staminali mieloidi comuni agli altri granulociti, globuli rossi e piastrine. Lo stimolo per il precursore ad assumere un fenotipo eosinofilico è dato dall'azione combinata di GM-CSF, IL-4 e IL-5 (in particolare l'aumento di quest'ultima).
Sempre GM-CSF, IL-4 e IL-5 sono in grado di "enhance function activity" verso l'eosinofilo, ovvero ne aumentano la responsività.

## Funzioni

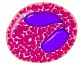
Granulocita eosinofilo.

Una volta maturi, circolano nel sangue per 6-10 ore per migrare poi nei connettivi per concludere il loro ciclo vitale di 8-12 giorni svolgendo le loro funzioni. I tessuti con una presenza da sottolineare sono: cute, polmoni, tratto gastrointestinale e apparato urogenitale.
Le chemochine principali per gli eosinofili sono CCL-13, CCL-15, CCL-3,  ma soprattutto CCL-11, denominata pure "Eotaxina".
Possiedono il recettore per le IgE, svolgono un'azione nelle reazioni allergiche e nella difesa da parassiti ed elminti. Sono in grado di internalizzare i complessi antigene-anticorpi (raramente) e di rilasciare mediatori per i processi infiammatori (come la proteina basica maggiore) e l'uccisione dei microbi. 
I loro granuli contengono anche mediatori delle reazioni allergiche, come l'istaminasi e l'arilsulfatasi e nei granuli specifici si trova:
- MBP: Major Basic Protein: citotossica per parassiti ed epitelio, attiva la degranulazione dei basofili;
- ECP: Eosinophil Cationic Protein; citotossica per parassiti e tessuti, attiva la degranulazione dei basofili;
- EDN: Neurotossina eosinofilica: attività anti-elmintica;
- EPO: Perossidasi degli eosinofili.

Una funzione degli eosinofili è la secrezione di leucotrieni, i quali sono coinvolti nella patofisiologia dell'asma aumentando tra l'altro la secrezione di muco e broncocostrizione. Questa seconda funzione è pertanto negativa sull'uomo.
Pertanto l'azione protettiva degli eosinofili è di:
- agire contro parassiti ed elminti;
- difendere localmente, nel tratto gastrointestinale, grazie ad attivazione con cross-linking con IgA;
- riparare danni a livello epiteliale;
- rilasciare NETs (eosinophil traps o nettosi) per intrappolare eventuali batteri e facilitare l'eliminazione;
- associarsi nell'azione con i linfociti nelle placche di Peyer.